# 市川松之助
市川 松之助（いちかわ まつのすけ、1907年1月3日 - 1940年代）は、日本の俳優である。本名は榊原 信二郎（さかきばら しんじろう） だが、柳原 信二郎（やなぎはら - ）の説もある。旧芸名は市川 右三郎（いちかわ うさぶろう）、永井 寛二郎（ながい かんじろう）。永井 寛次郎と表記に揺れがある。青年劇を経て松竹蒲田撮影所の主演スターとして売り出し、同社の時代劇部廃止後も、阪東妻三郎プロダクション、全勝キネマなどで活躍したが、戦死した。

## 来歴・人物
1907年（昭和40年）1月3日、東京府東京市に生まれる。1994年（平成6年）8月25日に発行された『映画俳優事典 戦前日本篇』（未来社）では、生年月日は上記通りだが、生地は「大阪」（大阪府大阪市）である旨が記されている。
1912年（明治45年/大正元年）、満5歳の時に歌舞伎界に入り、「市川 右三郎」という芸名で初舞台を踏む。以後、満19歳になる1926年（大正15年）3月まで青年歌舞伎で舞台経験を積んだ。1926年（大正15年/昭和元年）12月、帝国キネマの映画監督だった中川紫郎（1892年 - 1958年）と共に松竹蒲田撮影所時代劇部に入社。芸名も「市川 松之助」と改称し、翌1927年（昭和2年）1月15日に公開された中川紫郎監督映画『天王寺の腹切り』や同年2月5日公開の『鼠小僧』など立て続けに主演を務め、松之助と中川紫郎、同年に中川が退社した後は吉野二郎（1881年 - 1964年）とのコンビで不振の蒲田時代劇の挽回を図った。
しかし、同じ年に松竹下加茂撮影所に入社した林長二郎（後の長谷川一夫、1908年 - 1984年）の凄まじい人気に圧倒され、同年11月、松竹蒲田撮影所は時代劇の製作打ち切り、時代劇部廃止を宣言する。それに伴い、松之助は松竹の傘下である阪東妻三郎プロダクションへ移籍。同年12月8日に公開された安田憲邦監督映画『降魔』など、主に阪妻プロの第二部作品で主演を務めるが、松之助は既に封切り前の同年12月1日から兵営生活を送っていた。翌1928年（昭和3年）2月に除隊後も阪妻プロにて活動を続けるが、同年6月28日、阪妻プロの制度改正（改革縮小）により間も無く退社する。
その後は関東地方での実演、河合映画製作社を経て、1929年（昭和4年）2月、芸名を「永井 寛二郎」と改称して日活太秦撮影所時代劇部に入社。同年7月26日に公開された由川正和監督映画『白井権八』など、以後も多数の作品に主演を務めるが、翌々1931年（昭和6年）4月1日に公開された清瀬英次郎監督映画『英雄時代』など、当時同社の若衆役者として活躍していた澤田清（1906年 - 1975年）の主演映画を中心に助演、次第に脇役・端役に回る事も多くなった。1929年（昭和4年）に発行された『日本映画俳優名鑑』（映画世界社）などによれば、京都府葛野郡太秦村井戸ヶ尻25番地（現在の同府右京区太秦井戸ヶ尻町）に住み、身長は5尺2寸（約157.6センチメートル）、体重は13貫（約48.8キログラム）、趣味は読書、運動であり、果実、ココア、紅茶が嗜好である旨が記されている。
その後は再び実演に戻り、その傍で片岡千恵蔵プロダクションや太秦発声映画製作の作品にもフリーランサーとして出演していたが、1936年（昭和11年）、芸名を再び「市川 松之助」に戻して全勝キネマに入社。同年に公開された山口哲平・山田兼則監督映画『紫頭巾』など多数の作品に再び主演を務め、松本栄三郎、實川童、杉山昌三九、大河内龍等と共に活躍した。
1937年（昭和12年）に公開された熊谷草弥監督映画『幕末女間諜』が、記録に残る最後の出演作品である。また翌1938年（昭和13年）には、同じく全勝キネマに所属していた女優宮川敏子（本名大島喜枝、1915年 - 没年不詳）と結婚している。以後の消息は不明とされていた が、2014年（平成26年）7月22日に発行された『映画論叢 36』（国書刊行会）及び同年11月15日に発行された『映画論叢 37』（同社）によれば、この後、再び召集を受けて出兵し、正確な没年月日は不明だが、戦死したと伝えられている。また同書によれば、松之助の戦死は事実だが、1939年（昭和14年）12月に凱旋したという説もあり、凱旋してまた応召されたのか、凱旋そのものが誤報であるのか、詳細は不明であるという旨が記されている。没年不詳。

## 出演作品

### 松竹蒲田撮影所
全て製作は「松竹蒲田撮影所」、配給は「松竹」、全てサイレント映画、全て「市川松之助」名義である。
- 『天王寺の腹切り』：監督中川紫郎、1927年1月15日公開 - 主演
- 『鼠小僧』：監督中川紫郎、1927年2月5日公開 - 主演
- 『血風』：監督中川紫郎、1927年4月8日公開 - 主演
- 『狂恋のマリア』：監督清水宏、1927年4月23日公開 - 盗癖の小姓新三郎
- 『松平長七郎』：監督中川紫郎、1927年5月19日公開 - 主演
- 『白虎隊』：監督野村芳亭、1927年6月26日公開 - 滝沢七之助
- 『悲願千人斬』：監督吉野二郎、1927年7月8日公開 - 土岐若君太郎頼秀
- 『恋慕夜叉』：監督清水宏、1927年7月29日公開 - 光之助
- 『秋草燈籠 お露の巻』：監督野村芳亭、1927年8月5日公開 - 石川数馬
- 『秋草燈籠 小萩の巻』：監督野村芳亭、1927年8月5日公開 - 石川数馬
- 『仇討違い』（『仇討違ひ』）：監督斎藤寅次郎、1927年8月19日公開 - 主演
- 『島原美少年録』：監督斎藤寅次郎、1927年9月8日公開 - 主演
- 『義剣侠刃』（『義劔俠刃』）：監督吉野二郎、1927年10月7日公開

### 阪東妻三郎プロダクション太秦撮影所
全て製作は「阪東妻三郎プロダクション太秦撮影所」、配給は「松竹」、全てサイレント映画、「市川松之助」名義である。
- 『降魔』：監督安田憲邦、1927年12月8日公開 - 主演
- 『毒眼』：監督安田憲邦、1928年3月9日公開 - 主演
- 『黒白流転』：監督宇沢芳幽貴、1928年3月31日公開 - 主演
- 『金五郎改心録』：監督小沢得二、1928年6月22日公開 - 主演
- 『凡生奈落』：監督安田憲邦、1928年7月24日公開
- 『新版薩摩歌』：監督犬塚稔、1928年8月17日公開 - 主演

### 日活太秦撮影所
特筆以外、全て製作は「日活太秦撮影所」、配給は「日活」、特筆以外は全てサイレント映画、全て「永井寛二郎」名義である。
- 『暗剣殺生』：監督富沢進郎、製作・配給都キネマ、1929年2月28日公開
- 『英傑秀吉』：監督池永浩久、1929年3月31日公開 - 麻田善次
- 『日活行進曲 曽我兄弟』：監督清瀬英次郎、1929年7月7日公開 - 御所の五郎丸
- 『白井権八』：監督由川正和、1929年7月26日公開 - 白井権八（主演）
- 『蜂須賀小六 第二篇 坂田小平次の巻』（『蜂須賀小六』）：監督高橋寿康、1929年9月1日公開 - 坂田小平次
- 『壁虎藤十郎』：監督仏生寺弥作、1929年9月24日公開 - 桜井兵庫
- 『修羅城 水星篇 火星篇』：監督池永浩久、1929年10月1日公開 - 海野八郎
- 『旗本風流陣』：監督仏生寺弥作、1930年1月23日公開 - 弟数馬
- 『維新暗流史 第一篇』：監督辻吉郎、1930年2月28日公開 - 二枚目役者杉王丸
- 『鬼子と母神』：監督仏生寺弥作、1930年3月15日公開 - 小次郎
- 『元禄快挙 大忠臣蔵 天変の巻・地動の巻』：総指揮池永浩久、監督池田富保、1930年4月1日公開 - 岡野九十郎
- 『女人下道』：監督深川ひさし、1930年6月20日公開 - 松前庄吉
- 『鬘』（『怪奇譚 鬘』）：監督岡田敬、1930年8月15日公開 - 粂之助（主演）
- 『背中の磔』：監督清瀬英次郎、1930年8月22日公開 - 旗本運之進
- 『忠直卿行状記』：監督池田富保、製作片岡千恵蔵プロダクション、1930年12月5日公開 - 安藤源吾
- 『血染の伽羅 前篇』：監督渡辺邦男、1930年12月25日公開 - 水野新十郎
- 『血染の伽羅 後篇』：監督渡辺邦男、1931年1月14日公開 - 水野新十郎
- 『恩愛五十両』：監督稲垣浩、1931年1月30日公開
- 『天の邪鬼』（『アーマンジャック』）：監督仏生寺弥作、193年月日公開 - 南友之進
- 『忠次の正体』：監督仏生寺弥作、1931年3月6日公開 - 三ツ木の文蔵
- 『英雄時代』：監督清瀬英次郎、1931年4月1日公開 - 永井重介
- 『満月三勇士』：監督仏生寺弥作、1931年4月23日公開 - 香川英之進
- 『はだか一貫』：監督渡辺邦男、1931年6月23日公開 -助二郎
- 『殉教血史 日本二十六聖人』：総指揮池永浩久、監督池田富保、1931年10月1日公開 - ペトロ糸屋助七
- 『辻斬の男』：監督深川ひさし、1931年10月8日公開 - 土肥辰之助
- 『新釈 弁天小僧』：監督清瀬英次郎、1931年11月20日公開 - 倅宗之助
- 『乱鐘の大江戸』：監督益田晴夫、1932年2月18日公開 - その弟文五郎
- 『女國定』：監督清瀬英次郎、共同製作P.C.L.映画製作所、1932年4月15日公開 - 成塚三代太郎
- 『明治元年』：監督伊藤大輔、1932年5月13日公開 - 大手平八郎
- 『七人の花嫁』：監督マキノ正博、1932年6月17日公開 - 与力笹野新三郎
- 『替唄伊勢音頭』：監督仏生寺弥作、1932年7月1日公開 - 峯貢
- 『彦左の一本槍』：監督池田富保、1932年7月22日公開 - 近代千田喜次郎
- 『飢えたる武士道』：監督久見田喬司、1932年8月25日公開 - 池田市之助
- 『剣侠美少年』：監督松南兵一郎、1933年1月22日公開 - 銀之助
- 『伊庭八郎』：監督荒井良平、1933年3月8日公開 - 八郎の弟武司
- 『堀田隼人』：監督伊藤大輔、製作片岡千恵蔵プロダクション、1933年4月27日公開 - 神崎与五郎
- 『大久保彦左衛門 第一篇』：監督清瀬英次郎、共同制作太秦発声映画、1936年1月30日公開 - 狭山紋次郎 ※トーキー

### 全勝キネマ
全て製作・配給は「全勝キネマ」、特筆以外は全てサイレント映画、全て「市川松之助」名義である。
- 『血吹雪街道』：監督山本松男、1936年月日不明公開
- 『紫頭巾』：監督山口哲平・山田兼則、1936年月日不明公開 - 主演
- 『神変野狐騒動』：監督山田兼則、1936年月日不明公開 - 捕吏助さん（主演）
- 『天保水滸伝』：監督山本松男、1936年月日不明公開
- 『隼小僧第一話 風雲隼双紙』：監督山本松男、1936年月日不明公開 - 主演
- 『百万両手毬唄』（『百万手毬唄』）：監督宮田味津三、1936年月日不明公開
- 『怪幻蝙蝠魔 前後篇』：監督稲葉蛟児、1936年月日不明公開
- 『剣聖音無しの構へ 第二篇 地の巻』：総指揮山口天龍、監督稲葉蛟児、1937年6月10日公開 - 寺田五右衛門
- 『猿飛天魔峡』：監督大江秀夫、1937年月日不明公開 - 主演
- 『女盗ざんげ』：監督金田繁、1937年月日不明公開 - 主演
- 『変化鞍馬山』：監督金田繁、1937年月日不明公開 - 主演
- 『幕末女間諜』：監督熊谷草弥、1937年月日不明公開 - 主演